# Kap Denax
Das Kap Denax (spanisch Cabo Denax) ist ein Kap an der Nordküste von Low Island im Archipel der Südlichen Shetlandinseln.
Die Benennung des Kaps erfolgte durch argentinische Wissenschaftler. Der weitere Benennungshintergrund ist nicht überliefert.